# Ermita del Calvario (Icod de los Vinos)
La Ermita o Santuario del Calvario en el término municipal de Icod de los Vinos, isla de Tenerife (Canarias, España), se levanta sobre una plaza en alto, caracterizada por su ligera pendiente y a la que se accede por una escalinata. El espacio se halla delimitado por una rejería soportada por un lienzo de muro, con pilares intercalados rematados por bolas. En el interior se reparten sectores de jardín en los que destacan laureles de Indias de cierto desarrollo. En ella se venera la imagen del Santísimo Cristo del Calvario, cuya imagen fue esculpida en La Habana (Cuba) y que llegó a Icod en el año 1729.
Es bien de interés cultural, con categoría de monumento, desde 2006.

## Descripción
La ermita consta de una sola nave con cubierta de madera a dos aguas y la fachada es sencilla, con espadaña de cemento y una moldura mixtilínea de cemento que la remata. A la derecha se localiza un característico calvario integrado por tres cruces de madera. La portada de medio punto es de cantería y posee dos hojas acristaladas.
En el interior, el artesonado de par y nudillo cuenta con almizate decorado con molduras entrelazadas de carácter geométrico de clara adscripción mudéjar, aunque un tanto anacrónico por la fecha de la edificación definitiva. Se ata mediante sendos tirantes de madera y hierro, respectivamente, mientras que el pavimento es de losa de piedra. El retablo mayor es de un solo cuerpo y una sola calle, con nicho central flanqueado por sendas pilastras de orden toscano, que acoge la imagen del Crucificado de Icod, custodiado por la Virgen y San Juan.
Adosado al cuerpo de la ermita existe una sacristía que da paso a un patio localizado en el lateral de la ermita, desde el que parte una escalera de acceso a la espadaña, que cuenta con un sencillo balcón de madera. En el patio se encuentra una pila bautismal de piedra con hojas de acanto labradas. En la parte posterior del inmueble existe una fuente con pila de piedra y pavimento empedrado.